# El Huamúchil, Guerrero
El Huamúchil är en ort i Mexiko.   Den ligger i kommunen Malinaltepec och delstaten Guerrero, i den sydöstra delen av landet, 270 km söder om huvudstaden Mexico City. El Huamúchil ligger 862 meter över havet och antalet invånare är 137.
Terrängen runt El Huamúchil är kuperad åt sydväst, men åt nordost är den bergig. Runt El Huamúchil är det ganska glesbefolkat, med 45 invånare per kvadratkilometer. Närmaste större samhälle är Tilapa, 1,7 km nordväst om El Huamúchil. I omgivningarna runt El Huamúchil växer huvudsakligen savannskog.